# Departamento de San Javier (kommun i Santa Fe)
Departamento de San Javier är en kommun i Argentina.   Den ligger i provinsen Santa Fe, i den nordöstra delen av landet, 500 km norr om huvudstaden Buenos Aires. Antalet invånare är 29 912. Arean är 6 929 kvadratkilometer.
Terrängen i Departamento de San Javier är platt.
Trakten runt Departamento de San Javier består huvudsakligen av våtmarker. Runt Departamento de San Javier är det mycket glesbefolkat, med 4 invånare per kvadratkilometer.